# Nuova Prussia Orientale

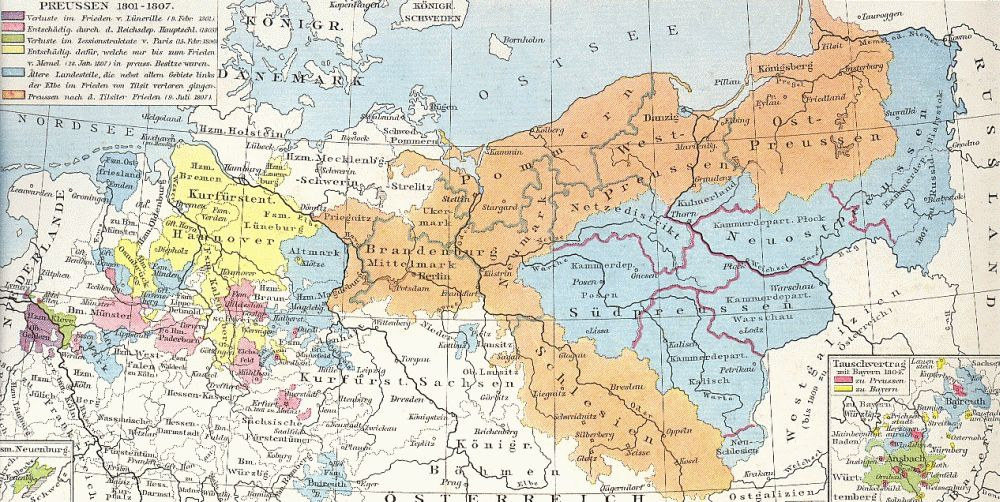
La Nuova Prussia Orientale (Neuostpreußen) e i Dipartimenti di Plozk e Bialystok, 1801-1807.

La Nuova Prussia Orientale (in tedesco Neuostpreußen; in polacco: Prusy Nowowschodnie; in lituano: Naujieji Rytprūsiai) fu una provincia del Regno di Prussia dal 1795 al 1807.

## Geografia
La Nuova Prussia Orientale comprendeva i territori tra la Prussia Orientale e i fiumi Vistola, Bug Occidentale e Nemunas.

## Storia
La Provincia della Nuova Prussia Orientale (Provinz Neuostpreußen) fu creata dai territori annessi al Regno di Prussia con la terza spartizione della Polonia, ed includeva parti della Masovia, Podlachia, Voivodato di Troki e del Ducato di Samogizia. Nel 1806 contava 914.610 abitanti su un'area di meno di 55.000 km².

### Pace di Tilsit
La Sollevazione della Grande Polonia del 1806 fu organizzata dal generale Jan Henryk Dąbrowski per aiutare le forze francesi comandate da Napoleone che, dopo la schiacciante vittoria nella battaglia di Jena, avanzavano verso est per inseguire i resti dell'esercito prussiano e per affrontare l'esercito russo in arrivo. La rivolta favorì l'avanzata della Grande Armée e Napoleone, dopo la vittoria nella Guerra della quarta coalizione, firmò il 9 luglio 1807 con il re Federico Guglielmo III di Prussia il trattato di pace franco-prussiano di Tilsit. In base alla pace di Tilsit il Regno di Prussia cedette la Nuova Prussia Orientale:
- il Dipartimento di Plozk fu ceduto al Ducato di Varsavia, uno Stato cliente della Francia;
- il Dipartimento di Białystok fu ceduto all'Impero russo.

## Distretti
La provincia della Nuova Prussia Orientale aveva due distretti (dipartimenti): questi distretti includevano queste contee ("Kreise"):
| Bialystok                                                                                          | Plozk                                                                 |
| - Białystok - Bielsk - Bobrz - Dombrowa - Drohiczyn - Kalwary - Łomża - Mariampol - Surasz - Wygry | - Lipno - Mława - Ostrolenka - Plozk - Przasnik - Pułtusk - Wyszogród |